# Daniel Movilă
Daniel Movilă (n. 12 septembrie 1971, Hunedoara) este un antrenor român de fotbal și fost jucător care a evoluat pe postul de mijlocaș.
A început cariera de antrenor la Centrul de Copii și Juniori din Ploiești al Astrei. A ajuns apoi în campionatul Omanului unde, ca secund, a câștigat titlul cu Al-Orouba SC, în 2015. A ajuns apoi la Al Muaither din Qatar, tot ca antrenor secund, echipă cu care a promovat în prima ligă qatareză.
În februarie 2022, a devenit antrenor principal la Astra Giurgiu. A demisionat în aprilie 2022, nereușind să salveze pe Astra de la retrogradarea în Liga III.

## Legături externe
- Daniel Movilă la transfermarkt